# Emil Nielsen (håndboldspiller)
 For alternative betydninger, se Emil Nielsen. (Se også artikler, som begynder med Emil Nielsen)
Emil Nielsen (født 10. marts 1997) er en dansk håndboldspiller, der spiller som målvogter i den spanske klub FC Barcelona og for Danmarks herrehåndboldlandshold.

## Karriere

### Klubkarriere
Emil Nielsen er opvokset i Aarhus med sin mor, og han begyndte at spille håndbold som 10-årig. Han fik sit gennembrud som blot 17-årig i Århus Håndbold, da den faste målmand Jan "Tromle" Nielsen var skadet. Han overtog med tiden rollen som førstevalg, hvor Tromle agerede som hans mentor. Han blev regnet som et stort talent med den danske 888-ligas bedste samlede redningsprocent i foråret 2016 (24. marts 2016) på 38 %. Hans karriere blev sat lidt tilbage, da han i slutningen af sæsonen 2015-16 blev ramt af meningitis. Han var ligeledes ude af stand til at spille kampe i begyndelsen af den følgende sæson, men var ikke desto mindre så eftertragtet, at han skrev en kontrakt med Skjern Håndbold fra sommeren 2017.
I 2019 betalte den franske klub HBC Nantes ifølge TV 2 Sports oplysninger i omegnen af en million kroner i overgangssum for at hente Nielsen fra Skjern. Han fik stor succes i Frankrig, og i sommeren 2022 skiftede Emil Nielsen til spanske FC Barcelona, som han har kontrakt med til 2025.
I sin første sæson med FC Barcelona blev han tredoblet mester i Ligaen, Copa del Rey og ligacuppen.

### Landsholdskarriere
Nielsen var med på U/18-landsholdet, der blev nummer fire ved EM i 2014, og her blev han valgt til bedste målmand og kom med på All Star-holdet.
Han fik debut på A-landsholdet i foråret 2018, men stod i en årrække i skyggen af især Niklas Landin samt Kevin Møller.
EM 2024 i Tyskland blev hans første EM-slutrunde, hvor han var eneste målmand sammen med Landin. Her fik stor succes og kom til at dele posten forholdsvis ligeligt med Landin. Blandt andet fik han i holdets første kamp mod Tjekkiet lidt mere end halvdelen af spilletider og opnåede en redningsprocent på 72. Han stod desuden størstedelen af finalen mod Frankrig og opnåede her en redningsprocent på 44, selv om Danmark tabte kampen med 31-33 efter forlænget spilletid. Han blev den målmand i turneringen, der havde tredjeflest redninger (78), men højest redningsprocent (39,8), så man kan roligt sige, at han fik sit helt store landsholdsgennembrud med denne turnering.
Emil Nielsen var derefter med til OL 2024 i Paris, hvor Danmark først vandt sin indledende pulje med lutter sejre. Efter snævre sejre over Sverige i kvartfinalen og Slovenien i semifinalen sikrede Danmark med Nielsen sig guldet med en sikker sejr over Tyskland i finalen med 39-26.